# Sertularia dohrni
Sertularia dohrni är en nässeldjursart som beskrevs av Eberhard Stechow 1923. Sertularia dohrni ingår i släktet Sertularia och familjen Sertulariidae. Inga underarter finns listade i Catalogue of Life.